# Aleochara
Genre
Aleochara est un genre de Coléoptères prédateurs de la famille des Staphylinidés ayant principalement pour proies les Diptères sur les arbres fruitiers, la vigne, les grandes cultures, les cultures légumières et les cultures ornementales.

## Liste d'espèces et des sous-genres
Selon Catalogue of Life (1 septembre 2014) :
- Aleochara angusticeps
- Aleochara arizonica
- Aleochara ashei
- Aleochara baranowskii
- Aleochara beckeri
- Aleochara bilineata
- Aleochara bimaculata
- Aleochara bipustulata
- Aleochara castaneipennis
- Aleochara cavernicola
- Aleochara centralis
- Aleochara curtidens
- Aleochara curtula
- Aleochara densissima
- Aleochara depressa
- Aleochara fenyesi
- Aleochara fumata
- Aleochara gracilicornis
- Aleochara inexspectata
- Aleochara lacertina
- Aleochara lanuginosa
- Aleochara laramiensis
- Aleochara lata
- Aleochara littoralis
- Aleochara lobata
- Aleochara lucifuga
- Aleochara lustrica
- Aleochara minuta
- Aleochara nidicola
- Aleochara notula
- Aleochara ocularis
- Aleochara opacella
- Aleochara pacifica
- Aleochara pseudolustrica
- Aleochara puberula
- Aleochara quadrata
- Aleochara rubricalis
- Aleochara rubripennis
- Aleochara rufobrunnea
- Aleochara rufonigra
- Aleochara sallaei
- Aleochara sculptiventris
- Aleochara sekanai
- Aleochara sequoia
- Aleochara speculicollis
- Aleochara suffusa
- Aleochara sulcicollis
- Aleochara taeniata
- Aleochara tahoensis
- Aleochara thoracica
- Aleochara tristis
- Aleochara unicolor
- Aleochara valida
- Aleochara verna
- Aleochara villosa
- Aleochara wickhami

Selon ITIS (1 septembre 2014) :
- sous-genre Aleochara (Aleochara) Mulsant & Rey, 1874
- sous-genre Aleochara (Calochara) Casey, 1906
- sous-genre Aleochara (Coprochara) Mulsant & Rey, 1874
- sous-genre Aleochara (Echochara) Casey, 1906
- sous-genre Aleochara (Emplenota) Casey, 1884
- sous-genre Aleochara (Maseochara) Sharp, 1883
- sous-genre Aleochara (Xenochara) Mulsant & Rey, 1874

Selon NCBI (1 septembre 2014) :
- Aleochara bilineata
- Aleochara bimaculata
- Aleochara binotata
- Aleochara bipustulata
- Aleochara bisolata
- Aleochara brevipennis
- Aleochara castaneipennis
- Aleochara clavicornis
- Aleochara collaris
- Aleochara curtidens
- Aleochara curtula
- Aleochara depressa
- Aleochara discipennis
- Aleochara fortepunctata
- Aleochara fucicola
- Aleochara funebris
- Aleochara grisea
- Aleochara haematoptera
- Aleochara heeri
- Aleochara inconspicua
- Aleochara intricata
- Aleochara kamila
- Aleochara laevigata
- Aleochara lanuginosa
- Aleochara lata
- Aleochara laticornis
- Aleochara littoralis
- Aleochara lustrica
- Aleochara mahagi
- Aleochara marginipennis
- Aleochara milleri
- Aleochara moerens
- Aleochara moesta
- Aleochara nigra
- Aleochara notula
- Aleochara nubis
- Aleochara obscurella
- Aleochara oxypodia
- Aleochara pacifica
- Aleochara puetzi
- Aleochara punctatella
- Aleochara rubricalis
- Aleochara salsipotens
- Aleochara sekanai
- Aleochara spadicea
- Aleochara sparsa
- Aleochara squalithorax
- Aleochara stichai
- Aleochara sulcicollis
- Aleochara transvaalensis
- Aleochara tristis
- Aleochara trisulcata
- Aleochara trivialis
- Aleochara valida
- Aleochara verna
- Aleochara villosa
- Aleochara zerchei